# Комплекс з виробництва добрив у Вальядоліді
Комплекс з виробництва добрив у Вальядоліді — колишній виробничий майданчик у північно-східних околицях іспанського міста Вальядолід.
Завод спорудила компанія Nitratos de Castilla (NICAS), засновник якої — державна агенція Instituto Nacional de Industria (INI), що мала сприяти відновленню та розвитку промисловості. Є відомості, що виробнича діяльність почалась вже у 1947-му, втім, урочисте відкриття заводу каудільо Франсіско Франко припало на 1950 рік.
Виробничий процес передбачав отримання азоту методом електролізу з подальшим виробництвом аміаку. Останній своєю чергою йшов на продукування нітратної кислоти з наступним випуском кінцевого продукту — кальцій-аміачної селітри. Первісна потужність заводу становила 50 (за іншими даними — 65) тисяч тонн селітри на рік.
Необхідний для роботи заводу вапняк (карбонат кальцію) подавали із кар'єру за допомогою канатної дороги завдовжки 3,65 км.
Доволі швидко зростаючий попит на електроенергію з відповідною зміною цін істотно погіршив економіку електролізу і не пізніше початку 1960-х NICAS перейшла на продукування аміаку через водяний газ, який отримували шляхом газифікації нафтопродуктів. На цей момент потужність заводу становила 100 тисяч тонн кальцій-аміачної селітри на рік, що ж стосується аміаку, то станом на початок 1970-х майданчик у Вальядоліді міг випускати 60 тисяч тонн на рік.
У 1972-му NICAS ввела в дію лінію з виробництва комплексних азотно-фосфорних добрив за процесом Кампка-Нітро, який передбачав розклад фосфоритів нітратною кислотою з отриманням фосфорної кислоти та нітрату кальцію. Далі ці продукти розділяли та обидва піддавали амонізації, що давало змогу отримати комплексне добриво (від реакції аміаку з фосфорною кислотою) та аміачну і кальцій-аміачну селітри (при амонізації нітрату кальцію). Потужність лінії комплексних добрив становила 100 тисяч тонн на рік (300 тонн на добу).

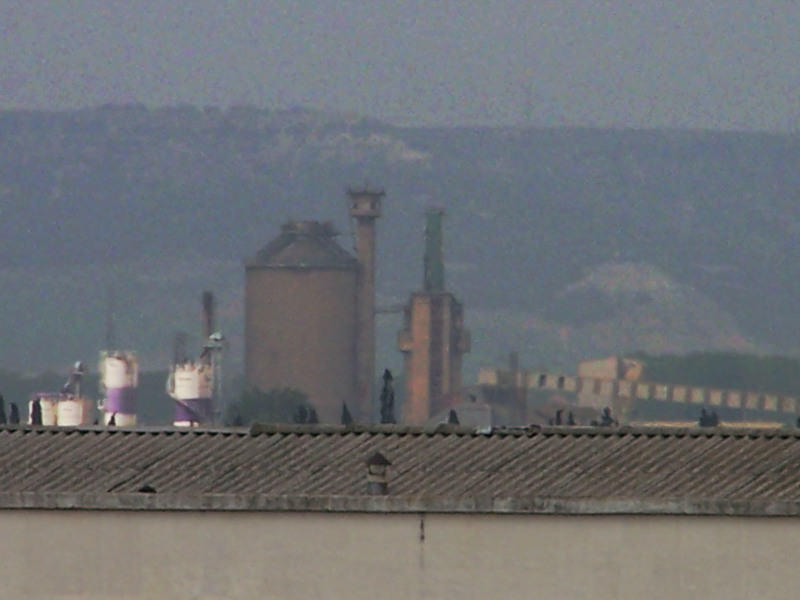
Вигляд фабрики у 2006 році перед зносом

У першій половині 1980-х замовили модернізацію лінії азотної кислоти, що мала потужність 220 тонн на добу.
У 1986-му NICAS потрапила під контроль Explosivos Rio Tinto (ERT), яка вже у 1989-му внаслідок злиття увійшла в холдинг Ercros, що виділив активи з виробництва добрив у дочірню компанію Fesa-Enfersa. Невдовзі Ercros потрапила у скрутне становище і хоча в підсумку їй вдалось відновити діяльність, проте завод у Вальядоліді закрили в 1993 році.
Як засвідчують дані геоінформаційних систем, станом на 2007 рік споруди колишнього заводу знесли.